# Natação com nadadeiras nos Jogos Asiáticos em Recinto Coberto de 2009
As competições de natação com nadadeiras nos Jogos Asiáticos em Recinto Coberto de 2009 ocorreram entre 31 de outubro e 2 de novembro. Dezesseis eventos foram disputados.

## Calendário
| Outubro/Novembro       | 28 | 29 | 30 | 31 | 1 | 2 | 3 | 4 | 5 | 6 | 7 | 8 | Finais |
| ---------------------- | -- | -- | -- | -- | - | - | - | - | - | - | - | - | ------ |
| Natação com nadadeiras |    |    |    | 5  | 6 | 5 |   |   |   |   |   |   | 16     |

## Quadro de medalhas
| Ordem | País          | Medalha de ouro | Medalha de prata | Medalha de bronze |    |
| ----- | ------------- | --------------- | ---------------- | ----------------- | -- |
| 1     | China         | 5               | 4                | 4                 | 13 |
| 2     | Coreia do Sul | 5               | 4                | 4                 | 13 |
| 3     | Vietname      | 4               | 4                | 2                 | 10 |
| 4     | Japão         | 1               | 3                | 2                 | 6  |
| 5     | Indonésia     | 1               |                  | 1                 | 2  |
| 6     | Cazaquistão   |                 | 1                | 1                 | 2  |
| 7     | Taipé Chinesa |                 |                  | 1                 | 1  |
| 7     | Tailândia     |                 |                  | 1                 | 1  |
| TOTAL | TOTAL         | 16              | 16               | 16                | 48 |

## Medalhistas
Masculino
| Evento                     | Ouro                                                                         | Prata                                                               | Bronze                                                                                       |
| 50m na superfície          | CHN China Yuan Haifeng                                                       | KOR Coreia do Sul Lee Kwan-Ho                                       | KOR Coreia do Sul Park Sung-Ha                                                               |
| 100m na superfície         | VIE Vietnã Nguyen Trung Kien                                                 | VIE Vietnã Phan Luu Cam Thanh                                       | CHN China Miao Jingwei                                                                       |
| 200m na superfície         | KOR Coreia do Sul Yoon Young-Joong                                           | CHN China Jian Ka                                                   | CHN China Zhou Weihang                                                                       |
| 400m na superfície         | KOR Coreia do Sul Yoon Young-Joong                                           | KOR Coreia do Sul You Gyeong-Heon                                   | KAZ Cazaquistão Valeriy Yudin                                                                |
| 800m na superfície         | KOR Coreia do Sul Park Chan-Ho                                               | VIE Vietnã Tran Bao Thu                                             | TPE Taipé Chinês Yang Ping-Hua                                                               |
| 4x100m na superfície       | Phan Luu Cam Thanh Dao Ngoc Tuyen Tran Bao Thu Nguyen Trung Kien VIE Vietnã  | Tsuneyuki Masuda Yuto Uehara Yuta Hasegawa Hideaki Sakai JPN Japão  | Pawat Matjiur Nuttapong Trachuwanich Panjapol Kongkhieo Akkarawat Ruangchairit THA Tailândia |
| 4x200m na superfície       | Park Chan-Ho Park Sung-Ha You Gyeong-Heon Yoon Young-Joong KOR Coreia do Sul | Nguyen Trung Kien Vo Quang Dai Bui Dinh Kha Tran Bao Thu VIE Vietnã | Zhou Weihang Yuan Haifeng Cen Jinlong Jian Ka CHN China                                      |
| 100m com nadadeiras duplas | VIE Vietnã Nguyen Nhat Tu                                                    | KAZ Cazaquistão Artyom Klimovich                                    | JPN Japão Yuta Hasegawa                                                                      |

Feminino
| Evento                     | Ouro                                                                                 | Prata                                                                | Bronze                                                                                |
| 50m na superfície          | CHN China Xu Huanshan                                                                | CHN China Zhu Baozhen                                                | KOR Coreia do Sul Jang Ye-Sol                                                         |
| 100m na superfície         | CHN China Zhu Baozhen                                                                | CHN China Liang Yaoyue                                               | KOR Coreia do Sul Jang Ye-Sol                                                         |
| 200m na superfície         | KOR Coreia do Sul Jeon Ah-Ram                                                        | CHN China Zhong Jiexia                                               | KOR Coreia do Sul Choi Sae-Rom                                                        |
| 400m na superfície         | CHN China Liu Jiao                                                                   | KOR Coreia do Sul Jeon Ah-Ram                                        | CHN China Yu Xin                                                                      |
| 800m na superfície         | JPN Japão Akina Yamaoka                                                              | VIE Vietnã Nguyen Thi Thuong                                         | VIE Vietnã Vo Thi Kieu                                                                |
| 4x100m na superfície       | Zhu Baozhen Liang Yaoyue Xu Huanshan Wang Miao CHN China                             | Kim Hyeon-Jin Jang Ye-Sol Jeon Ah-Ram Choi Sae-Rom KOR Coreia do Sul | Duong Thi Huyen Trang Hoang Thu Phuong Le Thi Nhu Hoai Luu Thi Phuong VIE Vietnã      |
| 4x200m na superfície       | Chu Thi Minh Thuy Hoang Thu Phuong Nguyen Thi Quynh Duong Thi Huyen Trang VIE Vietnã | Yuka Endo Ran Ogata Akina Yamaoka Mabi Tsukioka JPN Japão            | Priscilla Gunawan Desy Ratnasih Dewanti Livia Iriana Angeline Soegianto INA Indonésia |
| 100m com nadadeiras duplas | INA Indonésia Margaretha Herawati                                                    | JPN Japão Mabi Tsukioka                                              | JPN Japão Yayoi Sakamoto                                                              |